# Torre de la Sal
La torre de la Sal, conocida también como torre de Cabañas, se encuentra en la Ribera de Cabanes, en el término municipal de Cabanes, en la comarca de la Plana Alta, de la provincia de Castellón.
Esta torre se ubica muy cerca de la playa, junto a un yacimiento íbero, descubierto tras unas excavaciones realizadas en 1987, y que hicieron paralizar en abril del año 2008, las obras del PAI Torre de la Sal. La Torre se encuentra junto a un camping y un restaurante.
Por declaración genérica está catalogada como Bien de Interés Cultural, según consta en la Dirección General de patrimonio de la Generalidad Valenciana, presentando anotación ministerial número R-I-51-0010751, y fecha de anotación 24 de abril de 2002.
Presenta características muy similares a las torres "Dels Gats", "Carmelet" y "Del Carmen", situadas también en la Ribera de Cabanes, muy próxima a ella.

## Descripción histórico-artístico

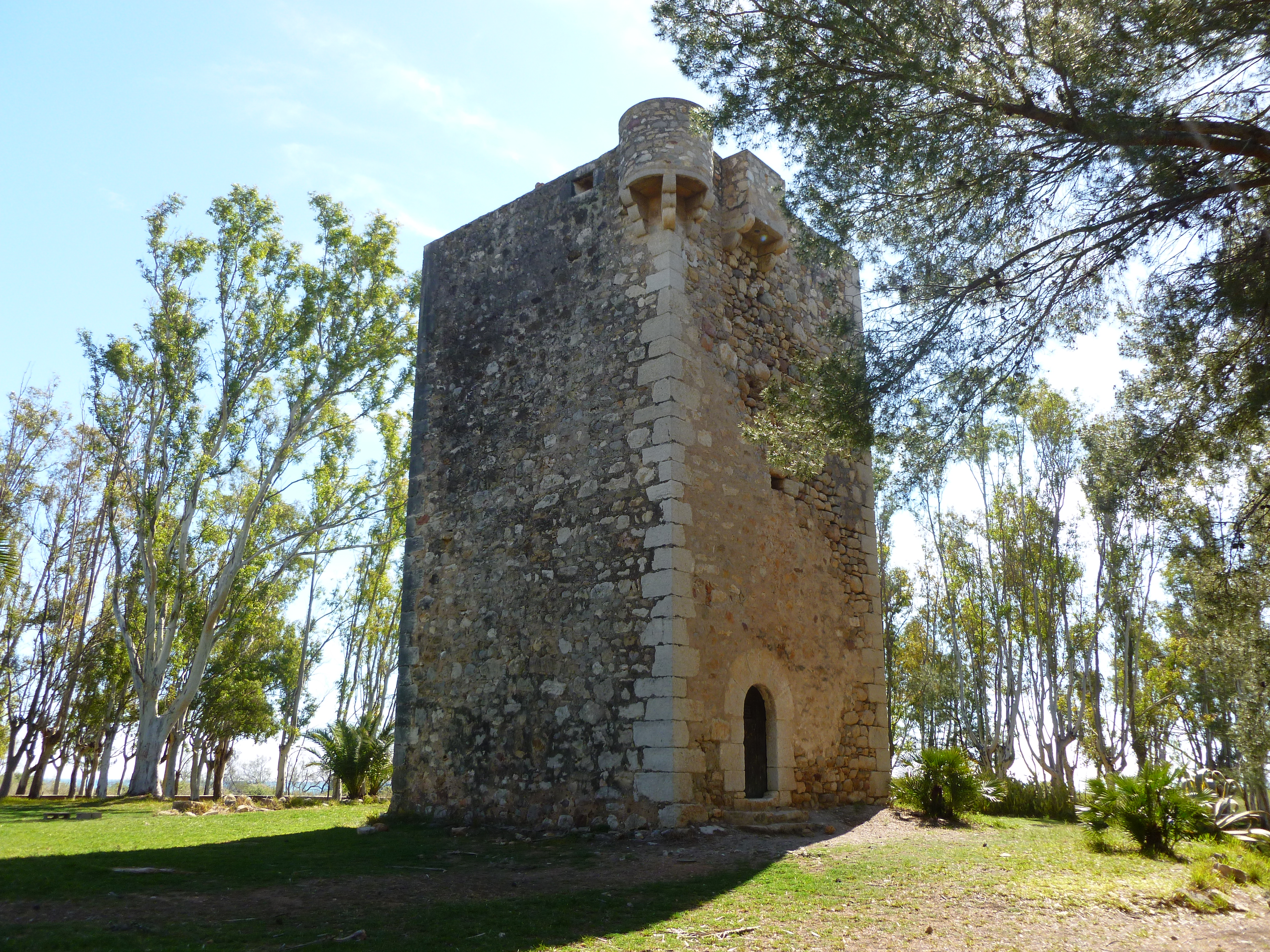
Vista general de la Torre
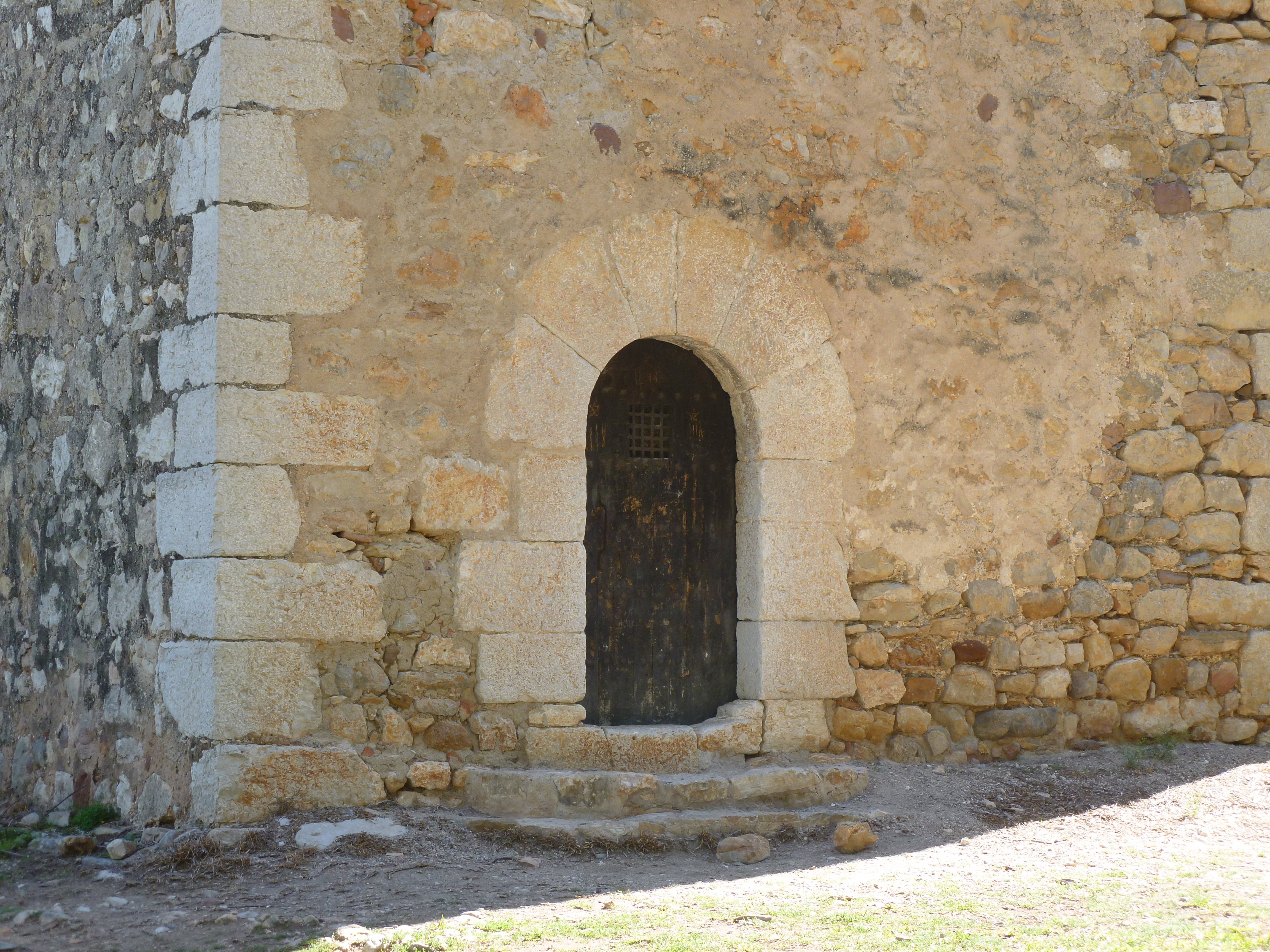
Puerta adintelada
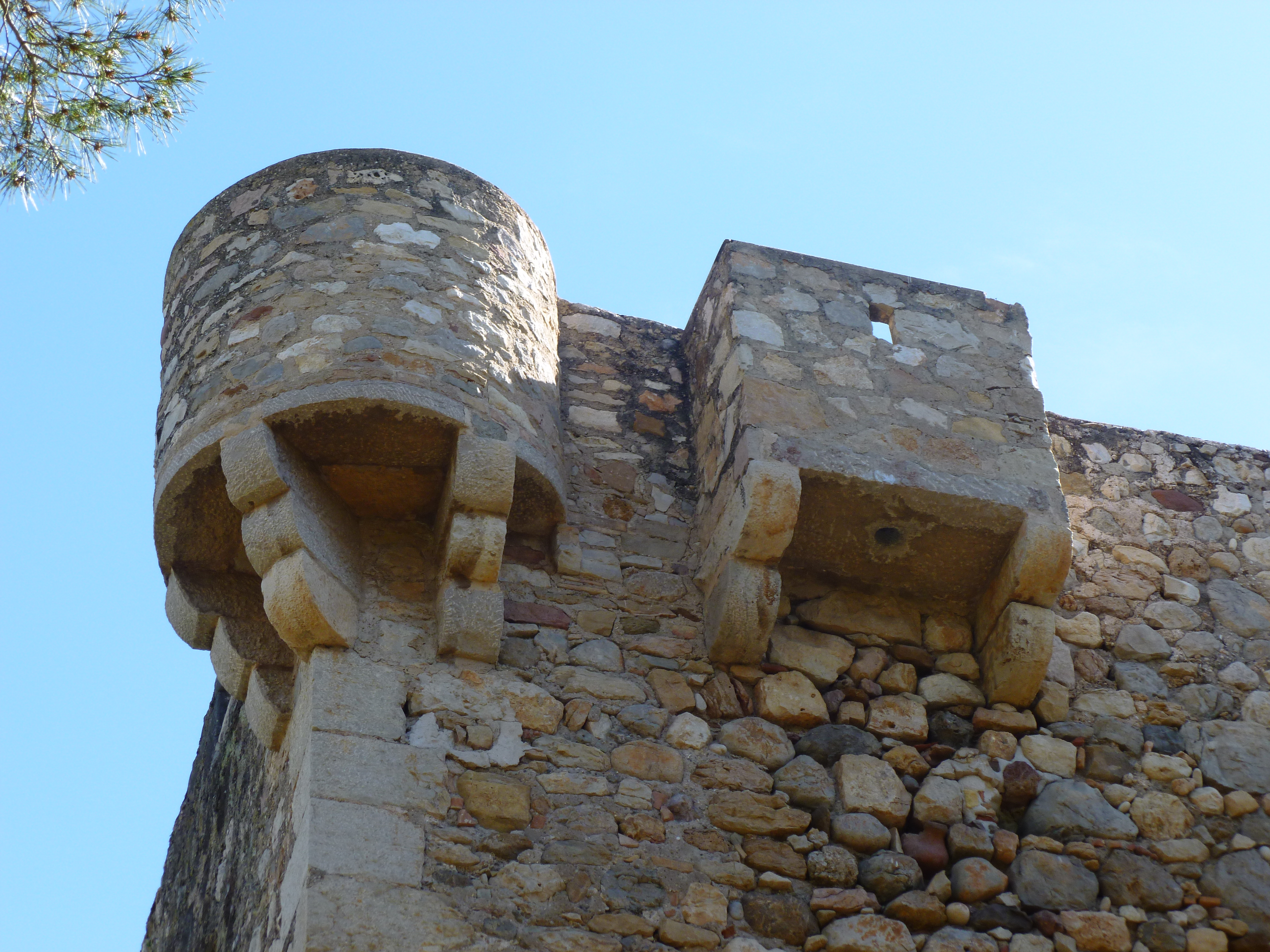
Detalle garita y matacán
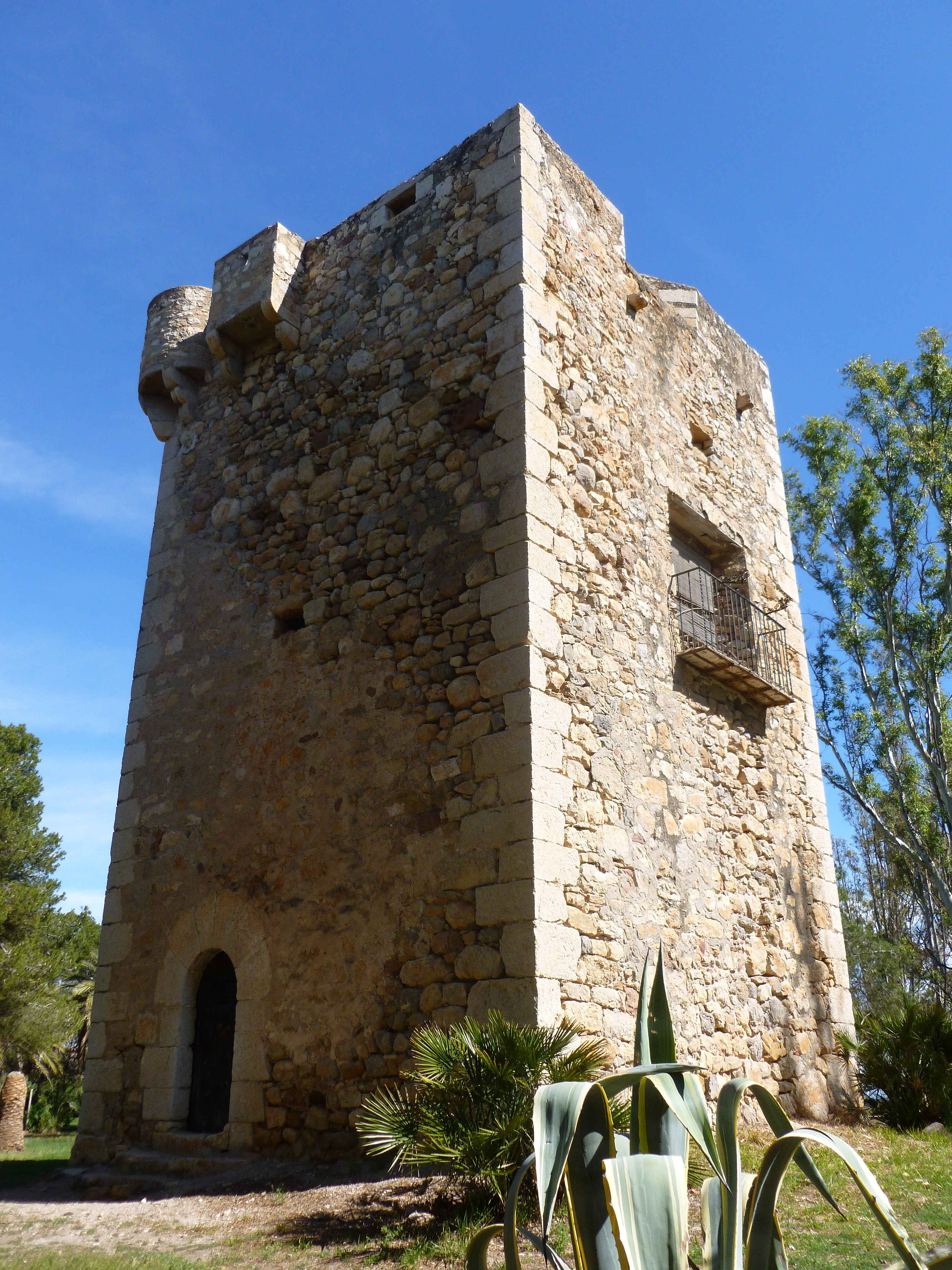
Vista del lateral contiguo a la puerta de acceso

Su localización, junto a la playa, hacen más verídica la creencia de ser una torre de vigilancia para hacer frente a las constantes incursiones de piratas que durante los siglos XIV y XV se produjeron en esta zona.
Presenta planta cuadrada de unos seis metros de lado. Las esquinas se refuerzan con sillares, mientras que el resto de las paredes es de fábrica de mampostería irregular. La puerta de acceso es de arco de medio punto y en su parte superior presenta un matacán, al igual que ocurre en la esquina contigua.